# Пірамідальна схема

Пірамідальна схема з коефіцієнтом залучення 6; вже 13-й рівень неможливий: на Землі немає такої чисельності населення.

Пірамідальна схема — бізнес-модель, яка базується на обіцянках грошових виплат або іншої форми доходу за рахунок зростання числа учасників схеми, а не за рахунок інвестування, продажу товарів або послуг. Так як кількість членів схеми збільшується за законами геометричної прогресії, залучення новачків незабаром стає неможливим, через що більшість членів не зможуть отримати прибуток.
Пірамідальні схеми є нестійкими і часто незаконними. Деякі багаторівневі маркетингові плани були класифіковані як схеми піраміди.

## Концепція та основні моделі
У пірамідальних схемах організатори змушують бажаючих приєднатися до сплати вступних внесків, обіцяючи новим членам долю грошей, отриманих від залучених нових учасників. Частина зібраних коштів - це дохід організаторів, для яких схема вигідна незалежно від того, виконують вони якусь реальну роботу чи ні. Саме членство в схемі стає сильним стимулом для продовження залучення новачків і переказу грошей на вершину піраміди. Такі організації рідко продають товари або послуги з реальною вартістю. Головним джерелом доходів для цієї схеми є залучення великої кількості новачків або вимагання додаткових виплат від нинішніх членів.
Поведінка пірамідальних схем досить близько слідує графіку експоненціального зростання. Кожен рівень піраміди, що  знаходиться рівнем нижче набагато більшим, ніж той, який вище. Для того, щоб така схема забезпечила гроші для всіх, хто став її членом, вона повинна була б розширюватися безкінечно. Це неможливо, тому що чисельність населення Землі скінченна. Коли настає неминуча відсутність новачків, не маючи інших джерел доходу схема руйнується.
У пірамідальних схемах люди в верхніх рівнях зазвичай отримують прибуток, в той час як люди в нижніх рівнях зазвичай втрачають гроші. Так як в геометричній прогресії найбільші елементи знаходяться в кінці, більшість учасників схеми будуть на більш низьких рівнях піраміди, які лише заплатили за приєднання, але ще не встигли отримати ніякого доходу. Тому пірамідальна схема характеризується кількома людьми (включаючи творців схеми), які отримують великі гроші, в той час як більшість приєдналися до цієї схеми гроші втрачають. З цієї причини такі схеми вважаються шахрайськими.

### Спрощена модель «восьми м'ячів»

Бінарне дерево учасників

Багато пірамід витонченіші за просту модель. Вони визнають, що набір великої кількості людей у схему може бути складним, тому використовується, здавалося б, більш просту модель. У цій моделі кожна людина повинна набрати двох інших, але легкість досягнення цього нівелюється, оскільки глибина, необхідна для повернення будь-яких грошей, також збільшується. Схема вимагає від людини набору двох інших, кожна з яких повинна набрати ще двох тощо.
Модель на чотирьох рівнях містить в загальній складності п'ятнадцять членів - це сума перших чотирьох членів геометричної прогресії 1 + 2 + 4 + 8 = 15. Більшість реальних схем складніші. В даному випадку розглядається проста модель, яка простежується у багатьох випадках.
Назвемо рівні зверху вниз: «капітан», «другі пілоти», «екіпаж» і «пасажири». Зустрічається багато варіантів назв, але це не принципово. Такі схеми можуть спробувати применшити свою пірамідальну природу, кажучи про «подарунки», коли гроші «даруються» .
Вісім «пасажирів» повинні заплатити (або «подарувати») суму (наприклад, по 5000 гривень), щоб приєднатися до цієї схеми. Зібрану суму (40 000 гривень) отримує «капітан», який йде, і всі решта рухаються на один рівень вгору. З'являється два нових «капітана», тому група розділяється навпіл, в кожній групі потрібно вісім нових «пасажирів». Людина, яка приєднується до схеми в якості пасажира, не отримає нічого, поки не просунеться до «капітана». Тому учасники нижніх трьох рівнів піраміди втрачають свої гроші, якщо схема руйнується.

З глибиною в десять рівнів «гра в літак» має 87% втрат.

Якщо людина використовує цю модель в ролі шахрайства, завдяки невеликому трюку вона візьме більшу частину грошей. Досить заповнити перші три рівня (всього 10 осіб) іменами друзів, щоб гарантувати отримання перших виплат, не заплативши ні копійки. Отриманих грошей цілком вистачить, щоб повторно вступити в гру в якості «пасажира», запевняючи всіх в її ефективності і продовжуючи схему якомога довше, сподіваючись отримати другу виплату.

### Blessing Loom
Подібно до моделі восьми куль, Blessing Loom обманює одну людину, стверджуючи, що перетворить 100 доларів на 800 доларів. Ця схема розрівнює піраміду в коло, звідси і «Ткацький верстат» у назві. Кожен учасник повинен набрати 2 особи, не надаючи їм жодної послуги чи товару. Афера стала вірусною у квітні 2020 року під час пандемії COVID-19. Схема Blessing Loom є незаконною у багатьох містах США.

### Матричні схеми
У матричних схемах учасники платять за приєднання до черги на отримання безкоштовно або за пільговою ціною бажаних товарів або послуг. Коли до такої «черги» приєднується певна кількість нових людей, то особа, що стоїть на чолі, отримує бажаний товар. Наприклад, учаснику на вищій сходинці може знадобитися прихід десяти новачків, щоб отримати предмет і покинути чергу. Кожному новачку щоб зайняти своє місце в черзі необхідно купити дорогий, але потенційно даремний предмет, наприклад електронну книгу. Щоб чергу покинув черговий учасник потрібно поповнення її новою партією новачків. Організатор схеми отримує прибуток за рахунок перевищення сумарного доходу від новачків над вартістю товару, переданого людині, яка залишає чергу. Оскільки матричні схеми відповідають тим же законам геометричній прогресії, що і пірамідальні, тільки частина з учасників зможе коли-небудь дійсно отримати бажане. Схема руйнується, коли більше людей не захоче приєднатися до черги.
Схеми можуть не вказувати позицію в черзі передбачуваному «переможцю», що, по суті, робить таку схему лотереєю. У деяких[яких?] країнах матричні схеми незаконні.

## Відношення до схем Понці
Хоча їх часто плутають між собою, схеми пірамід і схеми Понці відрізняються. Схеми пірамід засновані на мережевому маркетингу, коли кожній людині в піраміді доручається залучати власних підлеглих і, в свою чергу, отримувати прибуток від їх продажів або найму. Це не вдається, оскільки по суті вимагає нескінченної кількості людей приєднатися до компанії. Однак, у схемі Понці учасникам обіцяють прибутковість від "інвестицій", нібито в акції чи товари, але які фактично оплачуються новими інвесторами, тоді як центральна провідна фігура бере частину як прибуток.

## Порівняння з багаторівневим маркетингом
Деякі компанії багаторівневого маркетингу(MLM) діють як пірамідні схеми, і споживачі часто плутають законний багаторівневий маркетинг із пірамідними схемами.
Згідно з визначенням Федеральної торгової комісії США, законна маркетингова схема має реальний продукт для продажу.  «Якщо гроші, які ви отримуєте, ґрунтуються на ваших продажах для сторонніх осіб, це може бути законний багаторівневий маркетинговий план. Якщо ваші гроші засновані на кількості людей, яких ви набираєте і ваших продажів їм, ймовірно, це може бути пірамідальна схема».

Ця карта показує(зеленим кольором) країни, у яких багаторівневий маркетинг є забороненим

Однак, пірамідальні схеми можуть просто використовувати продукт, щоб приховати свою пірамідальну структуру .
Федеральна торгова комісія попереджає: «Краще не брати участь в планах, в яких гроші, які ви отримуєте, ґрунтуються головним чином на кількості дистриб'юторів, яких ви набираєте, і на ваших продажах цим людям, а не на ваших продажах людям, які мають намір дійсно використовувати продукт».
Дехто[хто?] стверджує, що MLM загалом є не що інше, як легалізовані схеми пірамід. За схемою піраміди їх вербувальники попросять зареєструватися в бізнесі з великою початковою вартістю. Є різні закони по усьому світу, які вживають різні дії стосовно багаторівневого маркетингу, але він залишається законним. Великі групи людей з маркетингового лобіювання чинили тиск на урядове регулятори США та інших країн з метою збереження правового статусу таких схем.
Однак, пірамідальні схеми є незаконними в багатьох країнах та регіонах, зокрема: Албанія, Австралія, Австрія, Бельгія, Бахрейн, Бангладеш, Бразилія, Канада, Китай, Колумбія, Данія, Домініканська Республіка, Естонія, Фінляндія, Франція, Німеччина, Гонконг, Угорщина, Ісландія, Індія, Індонезія, Іран, Республіка Ірландія, Італія, Японія, Малайзія, Мальдіви, Мексика, Непал, Нідерланди, Нова Зеландія, Норвегія, Перу, Філіппіни, Польща, Португалія, Румунія, Російська Федерація, Сербія, ПАР, Сінгапур, Іспанія, Шрі-Ланка, Швеція, Швейцарія, Тайвань, Таїланд, Туреччина, Україна, Велика Британія та США.

## Значні останні випадки
Повстання в Албанії 1997 року було частково мотивовано крахом схем Понці; які згодом отримали статус пірамідальних схем через поширеність в албанському суспільстві.
У 2003 році Федеральна торгова комісія США (FTC) розкрила те, що вона назвала Інтернет-пірамідою. У скарзі йдеться про те, що клієнти сплачують реєстраційний внесок, щоб приєднатися до програми, яка називала себе "Інтернет-торговим центром", та придбати пакет товарів та послуг, таких як інтернет-пошта. Натомість компанія пропонувала "значні комісійні" споживачам. FTC стверджувала, що програма компанії була насправді пірамідальною схемою, яка не вказувала на те, що гроші більшості споживачів зберігатимуться, і що вона буде надавати філіям матеріали, які дозволяли їм обманювати інших .
У серпні 2015 року FTC подала позов проти Vemma Nutrition Company, дієтичної добавки MLM, що базується в Аризоні, яку звинуватили в роботі незаконної схеми пірамід. У грудні 2016 року Vemma погодилася з FTC на сплату суми в 238 мільйонів доларів, що заборонило компанії "практикувати схему пірамід", включаючи бізнес-напрямки, орієнтовані на найм, оманливі доходи та необгрунтовані медичні заяви.
У березні 2017 року Ufun Store, зареєстрований як інтернет-бізнес для своїх членів та компанія з прямими продажами, була оголошена функціонуючою пірамідальною схемою в Таїланді. Кримінальний суд призначив тюремні терміни на загальну кількість понад 12 265 років для 22 осіб, засуджених за схемою, яка складала близько 120 000 людей .
Ще одна схема з’явилася в 2020 році, як ощадний клуб під назвою Blessing Loom(також відомий як Blessing Circle, Sending Flower, Gifting Flower ). Його вважали за законну модель ощадного клубу, де кількість людей, які платять у банк, фіксована, і кожна людина отримує виплату регулярно. Це відрізняється від варіації схеми піраміди, що використовує ієрархічну модель квітки, wколи нові члени постійно набираються в групу людьми по краях квітки. Це переосмислення старої моделі "літака" / 8-кульового шару, яка працює на платформах соціальних мереж, таких як Instagram,а також Zoom.

## Зовнішні посилання
- Вікісховище має мультимедійні дані за темою: Пірамідальна схема